# ناحیه گورلی، میشیگان
ناحیه گورلی (به انگلیسی: Gourley Township) یک منطقهٔ مسکونی در ایالات متحده آمریکا است که در شهرستان منامنی، میشیگان واقع شده‌است.
 ناحیه گورلی ۹۲٫۷ کیلومتر مربع مساحت و ۴۰۹ نفر جمعیت دارد و ۲۱۶ متر بالاتر از سطح دریا واقع شده‌است.